# Vila-real
Pour la ville de Portugal, voir Vila Real.
Pour les articles homonymes, voir Villarreal.
Vila-real, nom en valencien, seul nom officiel depuis le 1er décembre 1986, (auparavant les deux formes valencienne et castillane étaient officielles Vila-real / Villarreal ; en castillan :  Villarreal) est une commune d'Espagne de la banlieue sud de Castelló de la Plana, dans la province de Castelló, située dans la comarque de Plana Baixa, au nord de la ville de Valence (Espagne) dans une zone à prédominance linguistique valencienne.
Avant le 15 novembre 1982, la ville était connue sous le nom de Villarreal de los Infantes,,.
Cette ville d'à peine plus de 50 000 habitants est connue à l'étranger pour son club de football, le Villarreal Club de Fútbol, demi-finaliste de la Ligue des champions de l'UEFA en 2006 et 2022, et vainqueur de la Ligue Europa en 2021.

## Géographie

Localisation de Vila-real
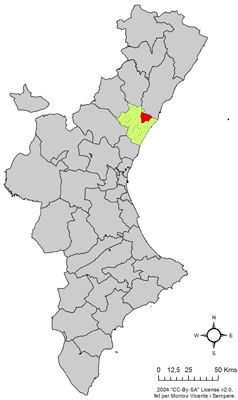
dans la Communauté valencienne.
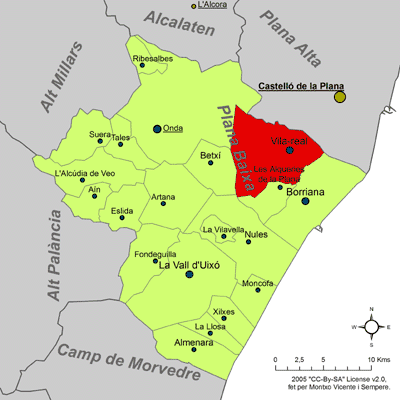
dans la comarque de Plana Baixa.

Vila-real est située à 8 km au sud de Castelló de la Plana, la capitale de la province, à une altitude de 42 mètres. Elle compte 51 180 habitants, la plupart dans le noyau urbain, qui occupe 10,72 % des 55,4 km2 de la municipalité. C'est la deuxième commune la plus peuplée de la province (après la capitale) et la quinzième de la Communauté valencienne.
Elle occupe une grande partie de la rive droite de la Mijares.
Son climat méditerranéen est caractérisé par une moyenne hivernale élevée (10 °C en janvier) et des étés assez chauds. Les pluies ne dépassent généralement pas 400 mm par an. 
On peut rejoindre Castellón de la Plana, par la route la N-340 et par un service de trains Renfe, à grande fréquence. 
La commune de Vila-real comprend les quartiers suivants :
- Carignan
- Solades
- Pla Redó
- Pinella
- Madrigal

La commune de Villa-Real est bordée par celles d'Almassora, Onda, Betxí, Nules, Les Alqueries et Borriana, toutes dans la province de Castellón.

## Histoire
Les témoignages de la culture néolithique (Villa Filomena), ibérique et de la domination romaine sont assez fréquents dans les environs de Vila-real. La longue occupation musulmane de la Plaine de Borriana a laissé un riche héritage des noms de lieux qui perdurent encore ainsi que de petits villages ou hameaux disséminés dans les champs.
Vila-real a été fondée le 20 février 1274 par le roi Jacques Ier d'Aragon (d'où son nom), afin de garantir la défense de la zone, stratégiquement située sur l'ancienne Via Augusta romaine à 65 km de Valence, et Borriana, ville encore aux mains des musulmans. Elle fut une ville royale dès sa fondation, avec une représentation au Parlement et au gouvernement provincial du Royaume et a eu le privilège d'utiliser comme emblème la Bannière royale de la conquête. Vila-real faisait partie du Parlement de Valence et y a participé activement.
À sa fondation, la ville avait la forme d'une plante hypodémique : un rectangle fortifié traversé par deux rues principales (Cardo et Decumano) qui, à leur intersection centrale, déterminent une place principale à portique, la Plaza de la Villa. 
La ville d'origine, entourée de murailles, s'est développée hors des murs à partir du XIVe siècle en raison de l'augmentation de la population dans les faubourgs de Castellón et de Valence, appelés plus tard San Pascual et del Carmen, à cause de l'ancien couvent des Carmélites et du sanctuaire-monastère où reposent les restes du saint patron. 
Les déséquilibres démographiques et économiques qui caractérisent le XVe siècle se traduisent, au début du XVIe siècle, par des conflits constants avec les Mudéjars des seigneuries voisines et une participation courte mais très active dans la rébellion des Germanías. 
Au XVIe siècle, le frère Alcantarino Pascual Baylón meurt dans le couvent du Rosaire. Sa tombe dans la ville sera un foyer de forte influence religieuse puisque sa chapelle a été construite sous la protection de Charles II d'Espagne. Entre 1566 et 1675, le jardin traditionnel a été étendu, arrosé par la Sequía Major, Sequiola, Sobrirana (par le haut) et Jussana (par le bas), et la plupart des terres arides (Madrigal, Pinella et Pla Redó) ont été démantelées.  
En 1706, pendant la guerre de Succession, face à la résistance de certains villageois, partisans de l'archiduc Carlos d'Autriche, les troupes bourboniennes du comte de Torres de Alcorrin, qui tentaient d'atteindre Valence depuis Sant Mateu, occupée par les troupes de Juan Bautista Basset y Ramos, attaquèrent ses murs et une bataille s'ensuivit avec plus de cinq cents morts des deux côtés, ainsi que l'incendie de certains bâtiments. L'essor de la dynastie des Bourbons a favorisé la vie économique de la ville, provoquant le quadruplement de sa population tout au long du siècle. La seconde moitié du XVIIIe siècle a vu la naissance des premières industries de transformation du textile, tandis que la population s'est impliquée dans les différents conflits et révoltes qui ont secoué l'Espagne, subissant des attaques et des incendies successifs lors des guerres carlistes.  
Dans la seconde moitié du XIXe siècle, grâce à des personnalités comme l'homme politique José Polo de Bernabé, la culture commerciale des oranges a été introduite, ce qui a donné un grand essor économique à la ville, tant par les hommes d'affaires que par différentes coopératives, en même temps que des puits étaient creusés pour l'irrigation et que de grandes surfaces de terre arides étaient mises en valeur.  
Déjà au XXe siècle, après la guerre civile espagnole, les bénéfices obtenus de ce commerce ont facilité l'installation de fabriques de carreaux de céramique par certains entrepreneurs, dans le but de diversifier le réseau de production. Ce type d'industrie a continué à se développer jusqu'à aujourd'hui et est la principale source de revenus de l'économie locale.
En 1985, la ville des Alqueries a été séparée de la municipalité.

## Démographie
Vila-real compte 50 893 habitants (INE 2019). Ces dernières années, elle a connu une croissance démographique, en partie due à l'immigration étrangère qui, selon le recensement de 2008, représente 14,8 % de la population, les principaux groupes étrangers dans la municipalité étant les Roumains et les Marocains. 

## Économie
Depuis sa fondation jusqu'à la première moitié du XXe siècle, la municipalité a fondé tout son potentiel économique sur une agriculture mixte, composée d'une agriculture sèche extensive et de vergers intensifs. L'oranger a transformé, directement et indirectement, les piliers de l'identité de la ville. Dans son intérêt, entre 1880 et 1960, 3500 hectares de terres ont été irriguées, et une industrie naissante de transformation des agrumes s'est développée. Cependant, la politique de promotion du logement et du tourisme qui a caractérisé les années 1960 a également conduit à la décision d'investir dans une industrie traditionnelle de la région : l'industrie du carrelage. Ainsi, le carrelage et ses industries complémentaires sont aujourd'hui le principal moteur économique de la ville.
Les revêtements de sol et de façade ont progressivement formé un cycle de production complet intégré dans la ville, ce qui en a fait le centre de fabrication de carreaux le plus important d'Espagne et l'un des premiers d'Europe. Aujourd'hui, la vie économique de la ville est sans aucun doute, mais pas exclusivement, animée par ce moteur de l'industrie de la céramique qui anime le reste des secteurs productifs et institutionnels.
Cette spécialisation dans la fabrication des carreaux, qui se traduit par le fait que la population active du secteur secondaire est majoritaire, n'a pas été un inconvénient pour le secteur de la céramique lui-même et pour les autres de continuer d'investir et de se moderniser dans la culture des agrumes. 

## Politique

### Liste des maires
- 1979-1983: Bautista Carceller Ferrer, Union du centre démocratique (UCD).
- 1983-1995: Enrique Ayet Fortuño, Parti socialiste ouvrier espagnol (PSOE).
- 1995-2007: Manuel Vilanova Goterris, Parti populaire (PP).
- 2007-2011: Juan José Rubert Nebot, PP.
- Dès 2011: José Benlloch Fernández, PSOE.

### Conseil de ville de Vila-real
Le tableau ci-dessous montre l'évolution de la composition du conseil de ville de Vila-real depuis le retour de la démocratie en Espagne:
|                    | 1979 | 1983 | 1987 | 1991 | 1995 | 1999 | 2003 | 2007 | 2011 | 2015 | 2019 |
| ------------------ | ---- | ---- | ---- | ---- | ---- | ---- | ---- | ---- | ---- | ---- | ---- |
| PSOE               | 7    | 12   | 12   | 11   | 9    | 7    | 6    | 8    | 8    | 13   | 13   |
| UCD                | 9    | 0    | 0    | 0    | 0    | 0    | 0    | 0    | 0    | 0    | 0    |
| AP/PP              | 0    | 7    | 7    | 7    | 9    | 11   | 11   | 11   | 12   | 6    | 5    |
| UPV/BLOC/Compromis | 0    | 0    | 0    | 1    | 1    | 2    | 3    | 2    | 3    | 4    | 3    |
| Citoyens           | 0    | 0    | 0    | 0    | 0    | 0    | 0    | 0    | 0    | 2    | 2    |
| Vox                | 0    | 0    | 0    | 0    | 0    | 0    | 0    | 0    | 0    | 0    | 1    |
| Podemos            | 0    | 0    | 0    | 0    | 0    | 0    | 0    | 0    | 0    | 0    | 1    |
| PCE/IU             | 2    | 0    | 0    | 0    | 1    | 1    | 0    | 0    | 1    | 0    | 0    |
| UV                 | 0    | 0    | 0    | 1    | 1    | 0    | 0    | 0    | 0    | 0    | 0    |
| CDS                | 0    | 0    | 2    | 1    | 0    | 0    | 0    | 0    | 0    | 0    | 0    |
| Listes locales     | 3    | 2    | 0    | 0    | 0    | 0    | 1    | 0    | 1    | 0    | 0    |
| Total              | 21   | 21   | 21   | 21   | 21   | 21   | 21   | 21   | 25   | 25   | 25   |

## Sites et monuments

### Monuments religieux
- Église du Sang. La seule partie qui subsiste du XVIe siècle est la façade de l'ancienne Église du Sang, construite sur des parcelles de maisons habitées par des Juifs et dont l'arc en plein cintre avec quelques motifs de la Passion a été conservé.
- Ermitage de la Vierge de la Grâce. C'est un bâtiment très représentatif de l'architecture populaire méditerranéenne qui abrite, outre un important échantillon de tuiles médiévales, Renaissance et baroques, un musée ethnologique, un cabinet archéologique. Il est intéressant, pour sa décoration baroque complète, le petit oratoire qui conserve l'image du Saint Patron. Les travaux de l'actuelle chapelle ont débuté au XVIe siècle et ont subi, depuis lors, de nombreuses modifications et extensions.
- Couvent du Carmen. Aujourd'hui paroisse et siège d'une communauté franciscaine, on peut apprécier à l'intérieur un beau cloître maniériste du milieu du XVIIe siècle.
- L'église archiprêtrale de Saint Jacques. L'église monumentale, la plus grande de ce type en Espagne, dédiée à l'apôtre Saint Jacques, ancien patron de la ville, a été construite entre 1752 et 1779. Son plan, de tradition baroque, est recouvert d'une ornementation néoclassique. Il se compose de trois grandes nefs de même hauteur, ainsi que du transept et de l'abside. Les chapelles latérales, situées entre les contreforts, sont couvertes de voûtes d'arête et les nefs de voûtes en berceau. Au carrefour des grands axes, un dôme est élevé sur un tambour. Le clocher octogonal de sa façade principale a été érigé en 1682, toujours sur la place de l'ancienne église médiévale. L'ornementation des pendentifs de la coupole avec les thèmes du martyre de Saint-Jacques est l'œuvre du peintre José Vergara de la fin du XVIIIe siècle, qui a également peint les fresques de la chapelle de la Communion.
- Basilique mineure et couvent des Clarisses de Saint Pascal Baylon qui conserve les reliques du saint. Au centre de la chapelle se détache le sarcophage de granit foncé sur lequel repose l'image argentée de Saint Pascal Baylon, inspirée de son corps incorruptible, œuvre de Llorens Poy. Derrière, il y a la cellule où il est mort, intégrée dans un retable de 14 mètres de haut de cinquante personnages qui la composent, sculptés en haut-relief, représentant des scènes et des personnages liés à l'Eucharistie et à Saint Pascal. Les armoiries de Charles II et Juan Carlos I, dans la prédelle, symbolisent le Patronage royal. Le temple actuel est de construction récente puisque le précédent, d'art baroque, a été détruit lors de la guerre civile de 1936-39. Les deux tours de la basilique abritent 84 cloches dont le poids total en bronze est de 19,6 tonnes, dont 12 sont de la tour Est et le reste forme le carillon de 72 cloches situé dans la tour Ouest.

- Chapelle du Christ de l'hôpital.

### Monuments laïcs
- Plaza de la villa. Depuis la période de fondation, le centre de la ville a été préservé, constituant la place à arcades d'une grande saveur médiévale dans laquelle on peut voir jusqu'à quatre types d'arcades différents.
- Murailles. Il reste quelques vestiges, comme les toiles de la façade de la maison dite de l'huile, et surtout l'angle correspondant à la "tour Motxa" (reconstruite vers 1424 et restaurée en profondeur en 1988), dernier bastion de défense de la ville.
- Pont de Santa Quiteria sur le fleuve Mijares. Du XIIIe siècle, et construit par concession du roi Jacques à Pere Dahera, il s'agit du pont sur le Mijares, à proximité de l'ermitage de Santa Quiteria (ce dernier appartient à la ville voisine d'Almazossa).
- Les Argamasas et Los Arcos. Il convient de mentionner l'ensemble des canaux romains (IIIe siècle) qui partent des environs de l'ermitage de la Virgen de Gracia, dont la partie la mieux conservée est connue sous le nom de "las Argamasas", sur la rive droite du Mijares et le petit aqueduc appelé "los Arcos" dans les environs de la rivière Ana.
- Casa del Aceite. Originaire du XVe siècle, avec de multiples modifications, elle est soutenue par les murs anciens. Salle des arcades avec une empreinte gothique incontestable. Elle abrite actuellement des expositions occasionnelles à caractère local et les archives historiques municipales.
- Casa de Polo. Ferme construite par la famille Polo de Bernabé au XIXe siècle, restaurée et acquise par la mairie dans le cadre du patrimoine municipal. Site actuel du Musée de la ville. Il est dédié au prestigieux compositeur et guitariste Francisco Tárrega (1852-1909), au sculpteur José Ortells (1887-1961) et aux peintres Gimeno Barón (1912-1978), Fernando Bosch (1908-1987) et José Gumbau (1907-1989).
- Grand Casino. Œuvre de 1910, dans la lignée du néo-baroque, marquée par l'Exposition de 1910 et étroitement liée au Casino de Murcie de 1902. Il convient également de mentionner les bâtiments qui abritent le "Casino Carlista" et le bâtiment de la Caja de Ahorros de Vila-real, occupé plus tard par la "Caja de Valencia", et qui est aujourd'hui le siège de l'institution financière Bancaja, ainsi que l'ancienne maison de la famille Mundina dans la Calle Mayor, aujourd'hui siège de l'Universidad Popular Municipal.
- Entrepôt de Cabrera. Bâtiment industriel de style moderniste valencien de 1919. C'est actuellement le siège de l'Espai Jove.

### Autres lieux intéressants
- Ermitorio de la Virgen de Gracia (El Termet), dans un cadre naturel sur les rives du Mijares, à deux kilomètres de la ville. Tout l'espace naturel qui borde la courbe de la rivière Mijares autour du promontoire de l'Ermitage est issu de la propriété de la municipalité à l'époque médiévale et a été utilisé comme propriété communale dans différents buits (aujourd'hui, converti en lieu de loisirs et pratiquement couvert d'arbres luxuriants, il reste un endroit très fréquenté en toutes saisons). La partie supérieure abrite le siège du Centre d'éducation environnementale "El Termet", qui dépend de la mairie et du gouvernement de Valence, et dont les salles de classe accueillent des milliers d'étudiants chaque année, qui mènent des activités d'étude et de protection du milieu naturel. Quant au sentier botanique le long du fleuve, la promenade caractéristique "Botànic Calduch" a retrouvé son usage naturel traditionnel grâce à divers plans d'amélioration.

## Fêtes
- Saint Antoine. Le 16 janvier dans l'après-midi, on célèbre la "matxà", un défilé et une bénédiction des animaux domestiques et la distribution des traditionnels rouleaux. Cet événement est organisé par la Congregació de Lluïsos, qui l'a reprise après de nombreuses années d'abandon. Le 17, jour de la Saint, il y a une bénédiction de rouleaux dans toutes les églises de la ville, et surtout dans l'ermitage de la Vierge de Gràcia, dans les environs duquel se trouvait l'ancienne chapelle.
- Fondation de la ville. Autour de la date du 20 février de chaque année, des journées sociales et culturelles sont organisées pour commémorer la fondation de la ville en 1274 par le roi Jacques Ier.
- San Pascal Baylon. Les festivités en son honneur remontent au XVIIIe siècle, mais se sont surtout développées lorsqu'il a été déclaré patron de la ville en 1917. Pendant dix jours, la ville change sa physionomie quotidienne, défilés, processions, vernissages, spectacles, sports, taureaumachie : "bou per la vila" (taureaux pour la ville) et "bou embolat" (taureau embolé). Les clubs festifs sont très actifs dans leurs cadres. Le 16 mai, la veille du jour de la Saint, on allume le "foguerà" (feu de joie), précédé d'une offrande de fleurs devant la Basilique. Le lundi de la semaine de festivités a lieu la traditionnelle "xulla", au cours de laquelle les citadins mangent des côtelettes d'agneau pour le dîner.
- Festival du Termet. Le premier dimanche de juillet, célébration religieuse (datant de 1603, dédiée à la Visitation de Marie à sa cousine Sainte Isabelle) dans la chapelle de la Vierge de la Grâce, suivie d'un concert et d'un petit déjeuner populaire.
- Festivités de l'Assomption de la Vierge Marie et de San Roque. Les 15 et 16 août, des fêtes populaires sont organisées à la campagne.
- Vierge de la Grâce. Le vendredi précédant le premier dimanche de septembre, le pèlerinage avec l'image de la sainte patronne est effectué depuis son ermitage jusqu'au village. Cette tradition trouve son origine en 1757. Pendant les dix jours que durent les festivités, les actes du saint patron sont célébrés de la même manière qu'au mois de mai, y compris un festival international de danse (commencé en 1987).

## Personnalités
- Pascal Baylon (1540-1592) franciscain déchaussé reconnu saint par l'Église catholique.
- Francisco Tárrega (1852-1909) considéré comme le père de la guitare classique moderne.

## Jumelage
- Vilanova i la Geltrú (Espagne)

### Sources
- (es) Varaciones de los municipios de España desde 1842, Ministerio de administraciones públicas, octobre 2008, 364 p. (lire en ligne) [PDF]